# Stobno (Schlesien)
Stobno (deutsch Stuben) ist ein Dorf in der Gemeinde Wołów (Wohlau) in der Woiwodschaft Niederschlesien. Es liegt an der Mojęcicką, einem Nebengewässer der Jezierzycy (Iseritz) etwa sieben Kilometer südlich Wołów und 35 km nordwestlich von Breslau (Wrocław).

## Geschichte
Die erste schriftliche Erwähnung Stubens geschah im Jahre 1259 in einer von Herzog Konrad I. von Glogau nach deutschem Recht ausgestellten Urkunde. Von 1292 stammt die Erwähnung einer Pfarrei und des Pfarrers. Danach gab es schon eine Kirche, wahrscheinlich aus Holz. Im fünfzehnten Jahrhundert wurde die Kirche St. Nikolaus als gotische Backsteinkirche neu erbaut und im achtzehnten Jahrhundert im barocken Stil modernisiert. In diesem ist sie noch heute erhalten. Zu erwähnen sind vor allem die stilvollen Altäre und die aus der Mitte des 17.  Jahrhunderts stammende Kassettendecke. Bis zur Säkularisation im Jahre 1810, gehörte die Kirche in Stuben zum Bistum Breslau.
Im Laufe der Jahrhunderte wechselte das Dorf häufig die Nationalität. Seit dem Ende des 10. Jahrhunderts gehörte es wie ganz Niederschlesien zum Einflussgebiet der Piasten. Im vierzehnten Jahrhundert wurde es Teil des Königreichs Böhmen. Nach dem Tode von Ludwig II. von Ungarn (1516–1526) kam Stuben an die Habsburger. Nach dem Ersten Schlesischen Krieg fiel es 1742 an Preußen und seit 1871 gehörte es zum Deutschen Reich. 
Vor dem Zweiten Weltkrieg (17. Mai 1939) hatte Stuben 453 Einwohner. Während des Krieges erlitt es einige Kriegsschäden – mehrere historische Villen und das Pfarrhaus wurden zerstört. Im Jahre 1945 schließlich kam es zu Polen, die deutsche Bevölkerung  wurde vertrieben und durch polnische Umsiedler aus den an die Sowjetunion abgetretenen polnischen Ostgebieten ersetzt. 
In den Jahren 1975–1998 gehörte Stobno (Stuben) zur polnischen Provinz Breslau.